# Тральщики проєкту 1265
Базові тральщики проєкту 1265 (шифр «Яхонт», англ. Sonya class за класифікацією НАТО) — у Військово-Морському Флоті СРСР і Військово-Морських Силах України — мінно-тральні кораблі ближньої морської зони.

## Особливості проєкту
Базові тральщики проєкту 1265 — спеціалізовані кораблі, призначених для виконання завдань протимінної оборони зовнішніх рейдів військово-морських баз і пунктів базування, а також загонів бойових кораблів, конвоїв, окремих кораблів і суден в прибережних водах шляхом пошуку та виявлення морських якірних і донних мін, їх тралення та знищення, а також постановки оборонних мінних загороджень.
Проєкт 1265 базового тральщика був розроблений у 1968 році Західним проєктно-конструкторським бюро (м. Ленінград). Тактико-технічним завданням передбачалися два варіанти тральщика — 1265П з склопластиковим корпусом і 1265Д з дерев'яним корпусом. Технічний проєкт був виконаний і затверджений в обох варіантах за матеріалом корпусу, але тогочасна промисловість СРСР не змогла забезпечити виробництво склопластика з необхідними характеристиками. В результаті будувалися кораблі тільки з дерев'яними корпусами, з склопластиковим захисним покриттям.
Бойова ефективність тральщика в порівнянні з попередніми проєктами істотно зросла. Новий вид протимінного зброї, яким стали оснащувати кораблі цього проєкту, забезпечував пошук, виявлення і знищення мін і вибухонебезпечних предметів попереду за курсом корабля. Такий технічний засіб отримав назву комплексного шукача-знищувача мін (КШЗ, рос. КИУ) КИУ-1. Крім того, була залишена можливість використання цілої групи контактних і неконтактних тралів, а також шнурових зарядів: глибоководних контактних тралів (ГКТ-2), поверхневих (ТС-1), акустичних тралів (АТ-6), електромагнітних тралів (ПЕМТ-4, СТ-2) та ін.

## У складі українського флоту та флотів інших держав
Проєкт 1265 став самим чисельним післявоєнним проєктом базових тральщиків. Усього було побудовано близько 70 кораблів даного типу. Будівництво базових тральщиків проєкту «Яхонт» велося на двох суднобудівних заводах: «Авангард» в Петрозаводську, кораблі з якого надходили на Північний, Балтійський, Чорноморський флоти і Каспійську флотилію, і Владивостоцькому суднобудівному заводі, звідки кораблі надходили тільки на Тихоокеанський флот. Головний тральщик був побудований на СБЗ «Авангард» і зданий ВМФ 31 грудня 1972 року. Першим тральщиком проєкту, побудованим для ТОФ на Владивостоцькому суднобудівному заводі, став БТ-347 (заводський номер 901), який здали флоту у 1973 році. Всього за цим проєктом до 1994 року було побудовано близько 70 одиниць кораблів, з яких на Владивостоцькому СБЗ — 22 одиниці (приблизно 31%). Будівництво кораблів проєкту на ВСЗ в інтересах ТОФ було припинене у 1991 році, а останній корабель був спущений на воду у 1992 році.
1 липня 1997 року, згідно з українсько-російською угодою про параметри розподілу Чорноморського флоту, у склад Військово-Морських Сил України були передані два базових тральщики проєкту 1265:
| Назва             | Назва в складі ЧФ | Спущений на воду  | Статус                            |
| ----------------- | ----------------- | ----------------- | --------------------------------- |
| U330 «Мелітополь» | БТ-79             | 30 листопада 1978 | на 2013 рік в бойовому складі     |
| U331 «Маріуполь»  | БТ-126            | 20 квітня 1978    | виведений з бойового складу флоту |

В даний час до складу ВМФ Росії входить не менше 25 базових тральщиків проєкту 1265. У в ВМС Азербайджану — три тральщики БТ-116 (нині «Магомед Гаджієв»), БТ-55 і БТ-103.
Крім того, на ССЗ «Авангард» здійснбвалося будівництво кораблів для ВМС іноземних держав за проєктом 1265Е. Для Болгарії, В'єтнаму, Куби і Сирії було побудовано 13 кораблів в експортної модифікації. Наразі у ВМС Болгарії є три тральщики проєкту 1265Е, ще чотири тральщики у флотах В'єтнаму і Куби, два у флоті Сирії. Один тральщик служив в Ефіопії і був списаний у 1996 році. таким чином, велика частина кораблів прослужила не менше 20 років: найдовше (24 роки) — тральщик БТ-100, а найменше (15 років) — тральщик БТ-325.